# National Hockey League 1934/1935
National Hockey League 1934/1935 var den 18:e säsongen av NHL. 9 lag spelade 48 matcher i grundserien innan Stanley Cup inleddes den 23 mars 1935. Stanley Cup vanns av Montreal Maroons som tog sin 2:a titel, efter finalsegern mot Toronto Maple Leafs med 3-0 i matcher.
St. Louis Eagles gjorde sin enda säsong i NHL efter flytten från Ottawa.

## Grundserien

### Canadian Division
| Nr | Lag                   | S  | V  | O | F  | GM  | IM  | MS  | P  |
| -- | --------------------- | -- | -- | - | -- | --- | --- | --- | -- |
| 1  | Toronto Maple Leafs   | 48 | 30 | 4 | 14 | 157 | 111 | +46 | 64 |
| 2  | Montreal Maroons      | 48 | 24 | 5 | 19 | 123 | 92  | +31 | 53 |
| 3  | Montreal Canadiens    | 48 | 19 | 6 | 23 | 110 | 145 | −35 | 44 |
| 4  | New York Americans    | 48 | 12 | 9 | 27 | 100 | 142 | −42 | 33 |
| 5  | St. Louis Eagles (NY) | 48 | 11 | 6 | 31 | 86  | 144 | −58 | 28 |

### American Division
| Nr | Lag                 | S  | V  | O | F  | GM  | IM  | MS  | P  |
| -- | ------------------- | -- | -- | - | -- | --- | --- | --- | -- |
| 1  | Boston Bruins       | 48 | 26 | 6 | 16 | 129 | 112 | +17 | 58 |
| 2  | Chicago Black Hawks | 48 | 26 | 5 | 17 | 118 | 88  | +30 | 57 |
| 3  | New York Rangers    | 48 | 22 | 6 | 20 | 137 | 139 | −2  | 50 |
| 4  | Detroit Red Wings   | 48 | 19 | 7 | 22 | 127 | 114 | +13 | 45 |

## Poängligan 1934/1935
Not: SM = Spelade matcher, M = Mål, A = Assists, Pts = Poäng
| Spelare          | Lag                               | SM | M  | A  | Pts |
| ---------------- | --------------------------------- | -- | -- | -- | --- |
| Charlie Conacher | Toronto Maple Leafs               | 47 | 36 | 21 | 57  |
| Syd Howe         | St Louis Eagles/Detroit Red Wings | 50 | 22 | 25 | 47  |
| Larry Aurie      | Detroit Red Wings                 | 48 | 17 | 29 | 46  |
| Frank Boucher    | New York Rangers                  | 48 | 13 | 32 | 45  |
| Busher Jackson   | Toronto Maple Leafs               | 42 | 22 | 22 | 44  |

## Slutspelet 1935
6 lag gjorde upp om Stanley Cup-pokalen. De båda ettorna i serierna spelade semifinal mot varandra om en finalplats i bäst av 5 matcher. 
Tvåorna och treorna spelade kvartsfinaler i bäst av 2 matcher där den som gjort flest mål gick till semifinal. Vinnarna spelade mot varandra i en semifinalserie där den som gjort flest mål gick till final. Finalserien spelades i bäst av 5 matcher.
Kvartsfinaler 
Chicago Black Hawks vs. Montreal Maroons
| Datum   | Hemma               | Mål | Borta               | Mål | Not     |
| ------- | ------------------- | --- | ------------------- | --- | ------- |
| 23 mars | Montreal Maroons    | 0   | Chicago Black Hawks | 0   |         |
| 26 mars | Chicago Black Hawks | 0   | Montreal Maroons    | 1   | SD 4.02 |

Montreal Maroons vann kvartsfinalserien med 1-0 i målskillnad.
New York Rangers vs. Montreal Canadiens
| Datum   | Hemma              | Mål | Borta              | Mål | Not |
| ------- | ------------------ | --- | ------------------ | --- | --- |
| 24 mars | New York Rangers   | 2   | Montreal Canadiens | 1   |     |
| 26 mars | Montreal Canadiens | 4   | New York Rangers   | 4   |     |

New York Rangers vann kvartsfinalserien med 6-5 i målskillnad.
Semifinaler 
Toronto Maple Leafs vs. Boston Bruins
| Datum   | Hemma               | Mål | Borta               | Mål | Not      |
| ------- | ------------------- | --- | ------------------- | --- | -------- |
| 23 mars | Boston Bruins       | 1   | Toronto Maple Leafs | 0   | SD 33.26 |
| 26 mars | Boston Bruins       | 0   | Toronto Maple Leafs | 2   |          |
| 28 mars | Toronto Maple Leafs | 3   | Boston Bruins       | 0   |          |
| 30 mars | Toronto Maple Leafs | 2   | Boston Bruins       | 1   |          |

Toronto Maple Leafs vann semifinalserien med 3-1 i matcher
Montreal Maroons vs. New York Rangers
| Datum   | Hemma            | Mål | Borta            | Mål | Not |
| ------- | ---------------- | --- | ---------------- | --- | --- |
| 28 mars | New York Rangers | 1   | Montreal Maroons | 2   |     |
| 30 mars | Montreal Maroons | 3   | New York Rangers | 3   |     |

Montreal Maroons vann semifinalserien med 5-4 i målskillnad

## Stanley Cup-final
Toronto Maple Leafs vs. Montreal Maroons
| Datum   | Hemma               | Mål | Borta               | Mål | Spelplats                   | Not     |
| ------- | ------------------- | --- | ------------------- | --- | --------------------------- | ------- |
| 4 april | Toronto Maple Leafs | 2   | Montreal Maroons    | 3   | Maple Leaf Gardens, Toronto | SD 5.28 |
| 6 april | Toronto Maple Leafs | 1   | Montreal Maroons    | 3   | Maple Leaf Gardens, Toronto |         |
| 9 april | Montreal Maroons    | 4   | Toronto Maple Leafs | 1   | Montreal Forum, Montreal    |         |

Montreal Maroons vann finalserien med 3-0 i matcher

## NHL awards
| 1934–35 NHL awards         | 1934–35 NHL awards                   |
| -------------------------- | ------------------------------------ |
| O'Brien Trophy:            | Toronto Maple Leafs                  |
| Prince of Wales Trophy:    | Boston Bruins                        |
| Calder Memorial Trophy:    | Sweeney Schriner, New York Americans |
| Hart Memorial Trophy:      | Eddie Shore, Boston Bruins           |
| Lady Byng Memorial Trophy: | Frank Boucher, New York Rangers      |
| Vezina Trophy:             | Lorne Chabot, Chicago Black Hawks    |

## All-Star
| Första                                | Position | Andra                             |
| ------------------------------------- | -------- | --------------------------------- |
| Lorne Chabot, Chicago Black Hawks     | M        | Tiny Thompson, Boston Bruins      |
| Eddie Shore, Boston Bruins            | B        | Cy Wentworth, Montreal Maroons    |
| Earl Seibert, New York Rangers        | B        | Art Coulter, Chicago Black Hawks  |
| Frank Boucher, New York Rangers       | C        | Cooney Weiland, Detroit Red Wings |
| Charlie Conacher, Toronto Maple Leafs | HF       | Dit Clapper, Boston Bruins        |
| Busher Jackson, Toronto Maple Leafs   | VF       | Aurèle Joliat, Montreal Canadiens |
| Lester Patrick, New York Rangers      | Tränare  | Dick Irvin, Toronto Maple Leafs   |